# Kambrium
Az 541 ± 1 millió évvel ezelőtt kezdődött kambrium földtörténeti időszak volt a fanerozoikum eon paleozoikum idejének első időszaka. 485,4 ± 1,9 millió évvel ezelőtt ért véget, amikor az ordovícium időszak követte. Történetileg az ediakara időszak előzte meg. A prekambrium és a kambrium határán létezett első állatsereglet, a kis kagylós fauna előzte meg a kambrium eleji radiációt.
Nevének eredete Cambria, Wales ókori neve. Először Walesben tanulmányoztak kambriumi korú sziklákat.

## Ősföldrajz
A kambriumban a kontinensek teljesen máshogy helyezkedtek el, mint ma. Valószínűleg négy nagyobb földrész létezett:
- az északi féltekén
  - Laurencia,
  - Fennoszarmácia és
  - Angara,
- a délin pedig a nagy Gondwana kontinens, a mai Dél-Amerika, Afrika, India, Ausztrália és Antarktisz együttese. A viszonylag nyugodt időszakban az ősföldek alacsonyabb részein vastag üledékösszletek rakódtak le.

## Éghajlat

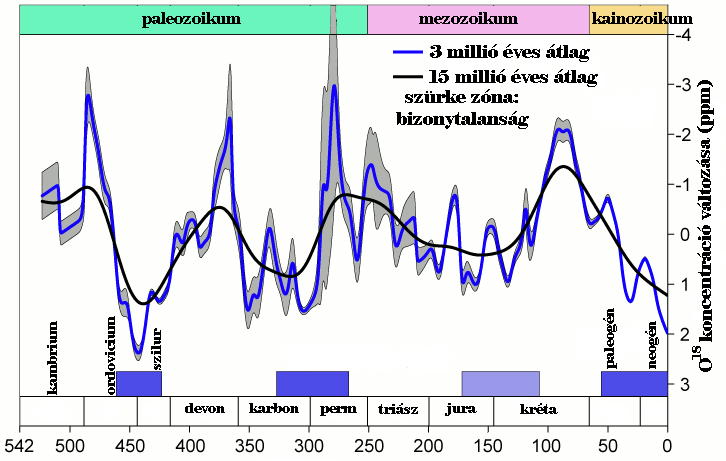
Éghajlatdiagram az utóbbi félmilliárd évről

A Föld egyes korainak éghajlatát rekonstruálni a lerakott üledékekből és a bennük levő fosszíliákból  a lerakódás helyének klímarekonstrukcióját lehet elvégezni, nem pedig annak a helynek, ahol megtalálták. Bizonyos üledék és biológiai tartalom túlsúlyából, vagy éppen hiányából azonban a Föld klímájára vonatkozóan általános következtetéseket tudunk levonni.
A kambrium elején hűvös lehetett a klíma, mivel a mészüledékek hiányoznak az egész bolygóról. Az alsó kambrium vége felé azonban már megjelent a zátonymészkő, amit szivacsszerű zátonyképző szervezetek (például Archaeocyathus) hoztak létre. Ezek elterjedéséből arra következtethetünk (még a jelenlegi poláris területekről is ismertek), hogy a Föld jelentős részén a kambrium fiatalabb szakaszaiban meleg, trópusi klíma uralkodott. Először találkozunk evaporitokkal és vörös homokkövekkel is, amelyek képződése viszont száraz-meleg klímára utal.

## Élővilág
A kambrium az első olyan földtörténeti időszak, amelyből a tengeri szivacsoknál és medúzáknál bonyolultabb többsejtű élőlények fosszíliái maradtak fenn. Egyes elképzelések szerint a kambriumban hirtelen mintegy ötven élőlénytörzs jelent meg úgy, hogy a legtöbbjük elődeiről nem is tudunk. Az organizmusoknak ezt a földtörténeti mértékkel gyors kirajzását nevezzük kambriumi robbanásnak. Másféle gondolatmenet (például Richard Dawkins) alapján csak a maitól jelentősen eltérő szervezetek hibás besorolásáról van szó.
A kambriumi fosszíliák legismertebb lelőhelyei: Burgess-pala (Kanada), Csengzsiang (Kína).

### Állatvilág
A kambrium időszakot és az egész paleozoikum idő kezdetét akkortól számítjuk, amikor megjelentek az első szilárd vázzal rendelkező állatok. A mészváz kialakulását segíthette, hogy a proterozoikum nagy jégkorszakát követően felmelegedett a klíma.
A nagy kambriumi üledékhézagot követően a kambrium földtörténeti értelemben rövid, alig 20 millió évében megjelentek szinte valamennyi ma élő törzs elődei, sok mára kihalt élőlénnyel, amelyeknek viszonya más csoportokkal tisztázatlan. Ez a kambriumi robbanás néven nevezett jelenség, amelynek nemcsak az oka vitatott, hanem hogy egyáltalán lehet-e robbanásszerű fejlődésről beszélni, vagy a változatosság azokban az időkben alakult ki, amelyekről az üledékhézag miatt nincs ismeretünk.
A legelterjedtebb kambriumi állatok a háromkaréjú ősrákok, a trilobiták voltak (mint például az Ellipsocephalus hoffi), amelyeket nagy elterjedtségük és változatosságuk alkalmassá tesz, hogy segítsék az időszak továbbtagolását.
Más elterjedt kambriumi állatok: archaeocyathák, konodonták.
A szárazföldön is mozgó állatok megjelenésének első bizonyítékai közé tartoznak a fosszilizálódott kambriumi állatnyomok, a protichnitek (ízeltlábú nyomok) és a climactichnitek (puhatestű nyomok).

### Növények
A kambrium – és a rákövetkező ordovícium – növényvilágára a zöldmoszatok fejlődésnek indulása jellemző. Ezek fosszíliái időnként olyan mennyiségben halmozódtak fel, hogy kőzetet is alkottak (az észt „égőpala” vagy kukkerzit). Az időszak tengereire ugyanakkor a már korábban kialakult kékalgák és baktériumok is jellemzőek. Szárazföldi növényzetről ekkor még nem beszélhetünk, bár a szárazföldön már mintegy 700 millió éve megjelenhetett egyszerű növényi élet, az egyszerű gombák pedig még korábban, mintegy egymilliárd éve. A szárazföldek azonban ebben az időben még kopaszok voltak, sivatagosak, vagy agyagos talajúak.

## Tagolása
A kambrium rétegtanilag négy sorozatra és tíz emeletre osztható. A sorozatok geokronológai megfelelői a kora kambrium (más néven terreneuvi – 1-2. emelet), kora-középső kambrium (3-4. emelet), késő-középső kambrium (más néven miaolingi – 5-7. emelet) és késő kambrium (más néven furongi – 8-10. emelet) korok. Az emeleteknek megfelelő korszakokat a világ különböző helyein más-más néven illetik, egységes elnevezéseket a Nemzetközi Rétegtani Bizottság nomenklatúrája csak részben szolgáltat. Az alábbi táblázat a kambrium korszakainak, illetve emeleteinek különböző regionális elnevezéseit mutatja be.
| ISC             | ISC         | ISC        | Kínai          | Észak-Amerikai | Orosz           | Ausztrál   |
| --------------- | ----------- | ---------- | -------------- | -------------- | --------------- | ---------- |
| K A M B R I U M | Furongi     | 10.        |                | Ibexi          | Ajuszokki       | Datsoni    |
| K A M B R I U M | Furongi     | 10.        | Payntoni       | Ibexi          | Ajuszokki       |            |
| K A M B R I U M | Furongi     | Jiangshani |                | Sunwapti       | Szaki           | Iveri      |
| K A M B R I U M | Furongi     | Paibi      |                | Steptoi        | Akszaji         | Idamei     |
| K A M B R I U M | Furongi     | Paibi      |                | Marjumi        | Batirbaji       | Mindyalli  |
| K A M B R I U M | Miaolingi   | Guzhangi   | Maozhangi      | Marjumi        | Maja            | Boomerangi |
| K A M B R I U M | Miaolingi   | Drumi      | Zuzhuangi      | Delamari       | Amgani          | Undilli    |
| K A M B R I U M | Miaolingi   | Wuliui     | Zhungxi        |                |                 | Flori      |
| K A M B R I U M | Miaolingi   | Wuliui     | Templetoni     |                |                 |            |
| K A M B R I U M | Miaolingi   | Wuliui     |                | Dyeri          |                 | Ordi       |
| K A M B R I U M | 2.          | 4.         | Longwangmioi   | Dyeri          | Tojoni          | Ordi       |
| K A M B R I U M | 2.          | 3.         | Changlangpuani | Montezumai     | Botomi          |            |
| K A M B R I U M | Terreneuvi  | 2.         | Qungzusi       |                | Atdabani        |            |
| K A M B R I U M | Terreneuvi  | Fortuni    | Meishuchui     |                | Tommoti         |            |
| PREKAMBRIUM     | PREKAMBRIUM |            |                |                | Nemakit-Daldyni |            |

Korábban Magyarországon a trilobiták alapján a georgium (Olenellus-csoport), akkadium (Paradoxides-csoport) és potsdamium (Olenus-csoport) sorozatokra osztották.

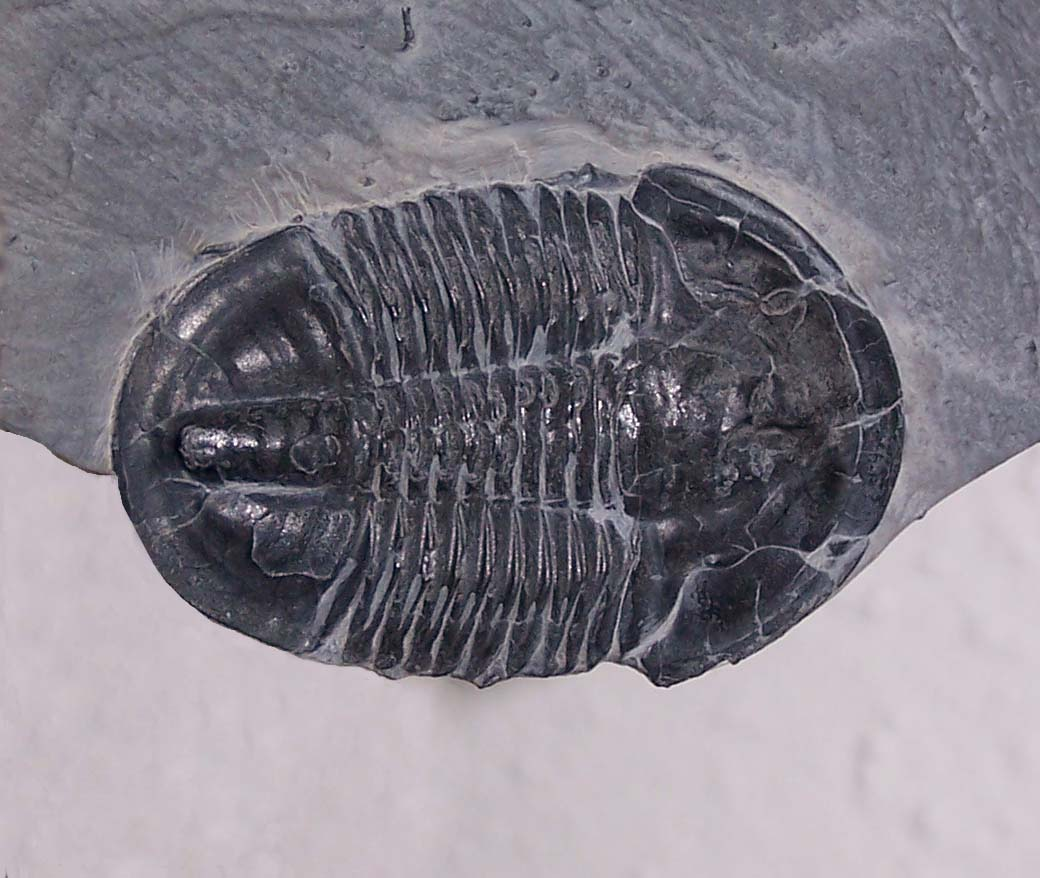
Trilobita fosszíliája – Asaphiscus wheeleri Utahból, Millard megyéből